# Kurt Bendlin
Kurt Bendlin (Maßort, 22 maggio 1943 – Paderborn, 29 agosto 2024) è stato un multiplista tedesco, vincitore di una medaglia olimpica nel decathlon.

## Biografia
Ai Giochi Olimpici di Città del Messico 1968 vinse la medaglia di bronzo nel decathlon, con 8.064 punti.
Fu altresì detentore del primato mondiale della categoria.

## Palmarès
| Anno | Manifestazione  | Sede              | Evento    | Risultato | Punteggio |
| ---- | --------------- | ----------------- | --------- | --------- | --------- |
| 1968 | Giochi olimpici | Città del Messico | Decathlon | Bronzo    | 8.064 p.  |